# Médéa
Médéa (berbisk: ⵎⴷⵉⵢⵢⴰ; arabisk: المدية, tr. al-Madiya) er en by i det nordlige Algeriet med et indbyggertal på cirka 138.355 (2008) indbyggere. Byen ligger ca. 70 kilometer syd for Algeriets hovedstad Algier og er hovedby i provinsen Médéa.